# Gran Premio de España de Motociclismo de 2019
El Gran Premio de España de Motociclismo de 2019 (oficialmente Gran Premio Red Bull de España) fue la cuarta prueba del Campeonato del Mundo de Motociclismo de 2019. Tuvo lugar el fin de semana del 3 al 5 de mayo de 2019 en el Circuito de Jerez - Ángel Nieto, situado en la ciudad andaluza de Jerez de la Frontera, España.
La carrera de MotoGP fue ganada por Marc Márquez, seguido de Álex Rins y Maverick Viñales. Lorenzo Baldassarri fue el ganador de la prueba de Moto2, por delante de Jorge Navarro y Augusto Fernández. La carrera de Moto3 fue ganada por Niccolò Antonelli, Tatsuki Suzuki fue segundo y Celestino Vietti tercero.

## Resultados

### Resultados MotoGP
| Pos.    | N.º | Piloto            | Constructor | Vueltas | Tiempo    | Parrilla | Puntos |
| ------- | --- | ----------------- | ----------- | ------- | --------- | -------- | ------ |
| 1       | 93  | Marc Márquez      | Honda       | 25      | 41:08.685 | 3        | 25     |
| 2       | 42  | Álex Rins         | Suzuki      | 25      | +1.654    | 9        | 20     |
| 3       | 12  | Maverick Viñales  | Yamaha      | 25      | +2.443    | 5        | 16     |
| 4       | 4   | Andrea Dovizioso  | Ducati      | 25      | +2.804    | 4        | 13     |
| 5       | 9   | Danilo Petrucci   | Ducati      | 25      | +4.748    | 7        | 11     |
| 6       | 46  | Valentino Rossi   | Yamaha      | 25      | +7.547    | 13       | 10     |
| 7       | 21  | Franco Morbidelli | Yamaha      | 25      | +8.228    | 2        | 9      |
| 8       | 35  | Cal Crutchlow     | Honda       | 25      | +10.052   | 6        | 8      |
| 9       | 30  | Takaaki Nakagami  | Honda       | 25      | +10.274   | 8        | 7      |
| 10      | 6   | Stefan Bradl      | Honda       | 25      | +13.402   | 14       | 6      |
| 11      | 41  | Aleix Espargaró   | Aprilia     | 25      | +15.431   | 16       | 5      |
| 12      | 99  | Jorge Lorenzo     | Honda       | 25      | +18.473   | 11       | 4      |
| 13      | 44  | Pol Espargaró     | KTM         | 25      | +20.156   | 17       | 3      |
| 14      | 5   | Johann Zarco      | KTM         | 25      | +26.706   | 18       | 2      |
| 15      | 53  | Tito Rabat        | Ducati      | 25      | +28.513   | 20       | 1      |
| 16      | 17  | Karel Abraham     | Ducati      | 25      | +36.858   | 21       |        |
| 17      | 38  | Bradley Smith     | Aprilia     | 25      | +41.390   | 19       |        |
| 18      | 88  | Miguel Oliveira   | KTM         | 25      | +41.570   | 22       |        |
| 19      | 55  | Hafizh Syahrin    | KTM         | 25      | +50.568   | 23       |        |
| Ret     | 43  | Jack Miller       | Ducati      | 22      | Caída     | 15       |        |
| Ret     | 36  | Joan Mir          | Suzuki      | 20      | Retirado  | 12       |        |
| Ret     | 20  | Fabio Quartararo  | Yamaha      | 13      | Retirado  | 1        |        |
| Ret     | 63  | Francesco Bagnaia | Ducati      | 6       | Caída     | 10       |        |
| DNS     | 29  | Andrea Iannone    | Aprilia     |         | No empezó |          |        |
| Fuente: |     |                   |             |         |           |          |        |

### Resultados Moto2
| Pos.    | N.º | Piloto                | Constructor | Vueltas | Tiempo      | Parrilla | Puntos |
| ------- | --- | --------------------- | ----------- | ------- | ----------- | -------- | ------ |
| 1       | 7   | Lorenzo Baldassarri   | Kalex       | 15      | 25:33.841   | 6        | 25     |
| 2       | 9   | Jorge Navarro         | Speed Up    | 15      | +0.359      | 1        | 20     |
| 3       | 40  | Augusto Fernández     | Kalex       | 15      | +1.091      | 3        | 16     |
| 4       | 12  | Thomas Lüthi          | Kalex       | 15      | +2.428      | 8        | 13     |
| 5       | 41  | Brad Binder           | KTM         | 15      | +3.767      | 10       | 11     |
| 6       | 97  | Xavi Vierge           | Kalex       | 15      | +4.955      | 12       | 10     |
| 7       | 45  | Tetsuta Nagashima     | Kalex       | 15      | +7.842      | 9        | 9      |
| 8       | 10  | Luca Marini           | Kalex       | 15      | +8.026      | 13       | 8      |
| 9       | 11  | Nicolò Bulega         | Kalex       | 15      | +8.571      | 5        | 7      |
| 10      | 27  | Iker Lecuona          | KTM         | 15      | +10.235     | 16       | 6      |
| 11      | 33  | Enea Bastianini       | Kalex       | 15      | +10.445     | 18       | 5      |
| 12      | 21  | Fabio Di Giannantonio | Speed Up    | 15      | +12.708     | 7        | 4      |
| 13      | 77  | Dominique Aegerter    | MV Agusta   | 15      | +14.179     | 23       | 3      |
| 14      | 5   | Andrea Locatelli      | Kalex       | 15      | +15.470     | 15       | 2      |
| 15      | 23  | Marcel Schrötter      | Kalex       | 15      | +16.188     | 14       | 1      |
| 16      | 64  | Bo Bendsneyder        | NTS         | 15      | +18.335     | 20       |        |
| 17      | 35  | Somkiat Chantra       | Kalex       | 15      | +20.944     | 21       |        |
| 18      | 4   | Steven Odendaal       | NTS         | 15      | +22.591     | 26       |        |
| 19      | 3   | Lukas Tulovic         | KTM         | 15      | +25.896     | 28       |        |
| 20      | 16  | Joe Roberts           | KTM         | 15      | +27.150     | 27       |        |
| 21      | 62  | Stefano Manzi         | MV Agusta   | 15      | +27.887     | 19       |        |
| 22      | 72  | Marco Bezzecchi       | KTM         | 15      | +28.312     | 25       |        |
| 23      | 65  | Philipp Öttl          | KTM         | 15      | +29.063     | 30       |        |
| 24      | 73  | Álex Márquez          | Kalex       | 15      | +32.311     | 2        |        |
| 25      | 18  | Xavier Cardelús       | KTM         | 15      | +1:01.987   | 31       |        |
| Ret     | 88  | Jorge Martín          | KTM         | 7       | Caída       | 22       |        |
| Ret     | 22  | Sam Lowes             | Kalex       | 7       | Retirado    | 11       |        |
| Ret     | 54  | Mattia Pasini         | KTM         | 5       | Caída       | 24       |        |
| Ret     | 24  | Simone Corsi          | Kalex       | 3       | Caída       | 17       |        |
| DNS     | 87  | Remy Gardner          | Kalex       | 0       | No reinicio | 4        |        |
| DNS     | 20  | Dimas Ekky Pratama    | Kalex       | 0       | No reinicio | 29       |        |
| DNS     | 89  | Khairul Idham Pawi    | Kalex       |         | No empezó   |          |        |
| 1.      |     |                       |             |         |             |          |        |
| Fuente: |     |                       |             |         |             |          |        |

### Resultados Moto3
| Pos.    | N.º | Piloto              | Constructor | Vueltas | Tiempo    | Parrilla | Puntos |
| ------- | --- | ------------------- | ----------- | ------- | --------- | -------- | ------ |
| 1       | 23  | Niccolò Antonelli   | Honda       | 22      | 39:30.327 | 4        | 25     |
| 2       | 24  | Tatsuki Suzuki      | Honda       | 22      | +0.242    | 2        | 20     |
| 3       | 13  | Celestino Vietti    | KTM         | 22      | +0.305    | 3        | 16     |
| 4       | 44  | Arón Canet          | KTM         | 22      | +0.472    | 7        | 13     |
| 5       | 75  | Albert Arenas       | KTM         | 22      | +0.563    | 9        | 11     |
| 6       | 27  | Kaito Toba          | Honda       | 22      | +1.133    | 24       | 10     |
| 7       | 84  | Jakub Kornfeil      | KTM         | 22      | +1.187    | 12       | 9      |
| 8       | 48  | Lorenzo Dalla Porta | Honda       | 22      | +1.291    | 1        | 8      |
| 9       | 79  | Ai Ogura            | Honda       | 22      | +1.430    | 20       | 7      |
| 10      | 16  | Andrea Migno        | KTM         | 22      | +1.441    | 13       | 6      |
| 11      | 40  | Darryn Binder       | KTM         | 22      | +6.836    | 25       | 5      |
| 12      | 17  | John McPhee         | Honda       | 22      | +6.851    | 14       | 4      |
| 13      | 22  | Kazuki Masaki       | KTM         | 22      | +7.104    | 22       | 3      |
| 14      | 21  | Alonso López        | Honda       | 22      | +7.113    | 21       | 2      |
| 15      | 71  | Ayumu Sasaki        | Honda       | 22      | +7.119    | 11       | 1      |
| 16      | 7   | Dennis Foggia       | KTM         | 22      | +8.968    | 5        |        |
| 17      | 14  | Tony Arbolino       | Honda       | 22      | +10.252   | 19       |        |
| 18      | 61  | Can Öncü            | KTM         | 22      | +15.474   | 26       |        |
| 19      | 82  | Stefano Nepa        | KTM         | 22      | +30.984   | 16       |        |
| 20      | 77  | Vicente Pérez       | KTM         | 22      | +31.035   | 29       |        |
| 21      | 54  | Riccardo Rossi      | Honda       | 22      | +38.862   | 27       |        |
| 22      | 83  | Meikon Kawakami     | KTM         | 22      | +47.894   | 31       |        |
| 23      | 42  | Marcos Ramírez      | Honda       | 22      | +1:14.849 | 8        |        |
| Ret     | 76  | Makar Yurchenko     | KTM         | 21      | Retirado  | 18       |        |
| Ret     | 11  | Sergio García       | Honda       | 18      | Caída     | 23       |        |
| Ret     | 25  | Raúl Fernández      | KTM         | 18      | Caída     | 17       |        |
| Ret     | 55  | Romano Fenati       | Honda       | 18      | Retirado  | 10       |        |
| Ret     | 69  | Tom Booth-Amos      | KTM         | 18      | Caída     | 30       |        |
| Ret     | 19  | Gabriel Rodrigo     | Honda       | 14      | Retirado  | 6        |        |
| Ret     | 12  | Filip Salač         | KTM         | 10      | Retirado  | 28       |        |
| Ret     | 5   | Jaume Masiá         | KTM         | 2       | Caída     | 15       |        |
| 1.      |     |                     |             |         |           |          |        |
| Fuente: |     |                     |             |         |           |          |        |